# Interferentie (natuurkunde)

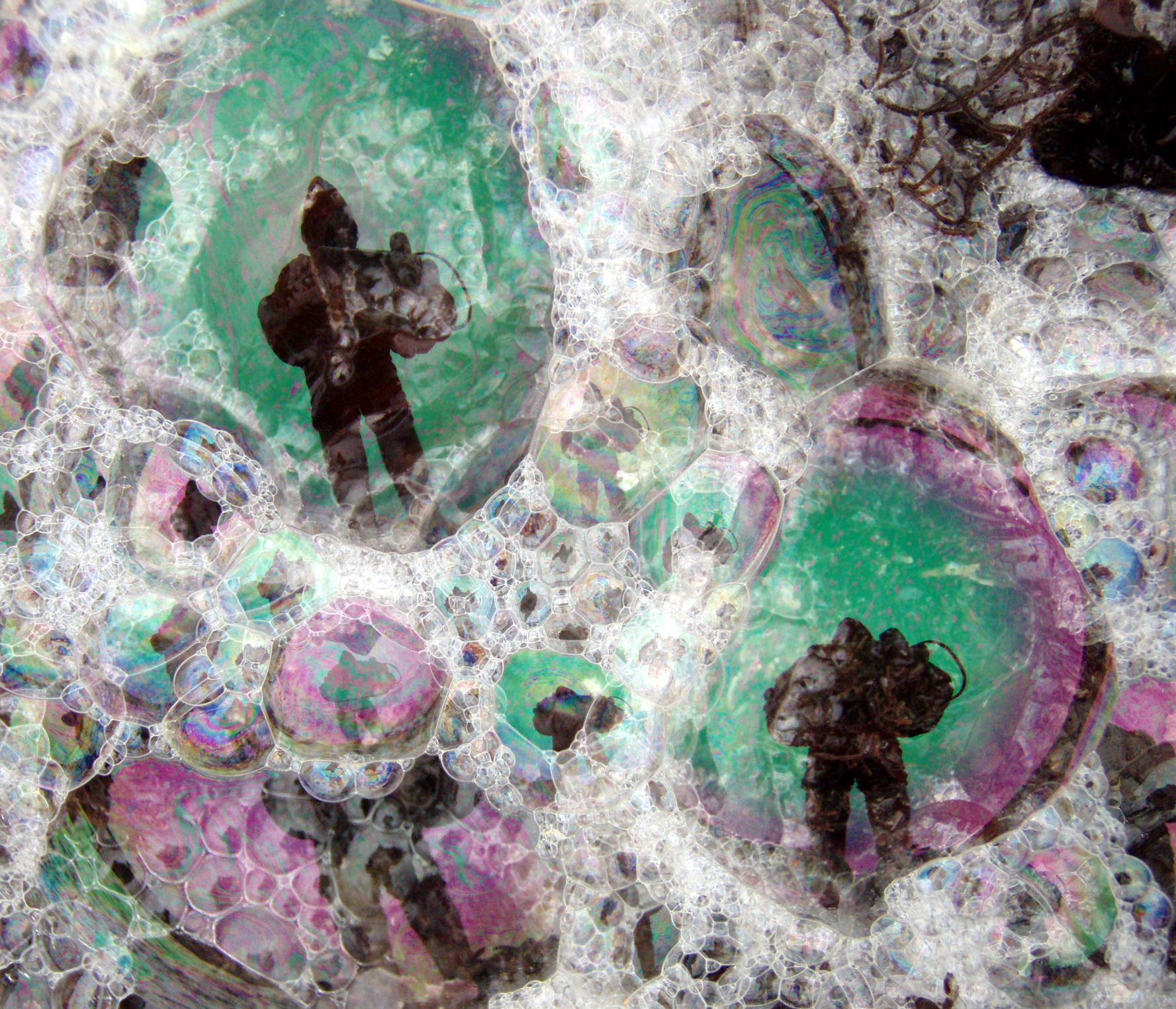
Chromatische (kleuren)interferentie in zeeschuim van organisch materiaal uit dood plankton. Een voorbeeld van interferentie in de natuur.

Animatie van interferentie van golven die uit twee puntbronnen komen. De kleur geeft de fase (golf) aan

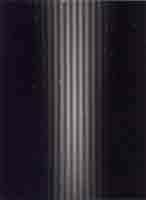
Interferentie van elektronen door Claus Jönsson 1959. Lijkt op patroon door spleet.

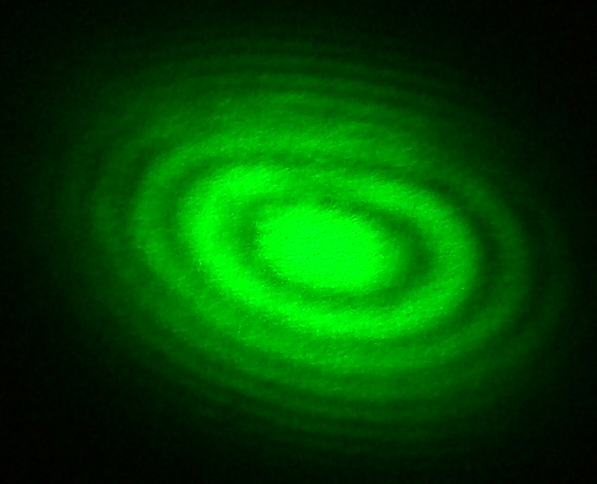
Interferentiepatroon gemaakt met een Michelson interferometer. Heldere banden komen door constructieve interferentie, donkere door destructieve interferentie.

Interferentie (letterlijk storing) is de samen- of tegenwerking van verscheidene golven op dezelfde tijd en plaats. Er kunnen zich verschillende verschijnselen voordoen, afhankelijk van de frequentie, amplitude en fase van de golven en de eigenschappen van het medium. Er ontstaat in alle gevallen een interferentiepatroon met plaatsen van een hogere intensiteit, wanneer de golven 'in fase' zijn. De golven versterken elkaar en er ontstaat een buikpunt. Dit wordt 'constructieve interferentie' genoemd. Er ontstaan ook plaatsen met een lagere intensiteit, of zelfs volledige uitdoving, waar de golven elkaar opheffen. De golven zijn dan 'in tegenfase' en er ontstaat een knooppunt. Dit wordt 'destructieve interferentie' genoemd.
Interferentie kan optreden bij elektromagnetische golven, geluidsgolven, watergolven, etc. Op het verschijnsel interferentie is de techniek van het antigeluid gebaseerd.
Bij licht kan ook interferentie optreden: zie holografie.
Ook elementaire deeltjes als elektronen vertonen interferentiepatronen, waarbij het golfkarakter van deze deeltjes tot uitdrukking komt. Deze experimentele verschijnselen staan aan de basis van de kwantummechanica.
Twee geluidsgolven die in frequentie net iets van elkaar verschillen veroorzaken een kloppend geluid in het aantal hertz waarin ze van elkaar verschillen, dit verschijnsel noemt men zweving.
| Resulterende golf |                     |               |
| golf 1            |                     |               |
| golf 2            |                     |               |
|                   | Twee golven in fase | 180° uit fase |

## Voorbeelden

### Licht

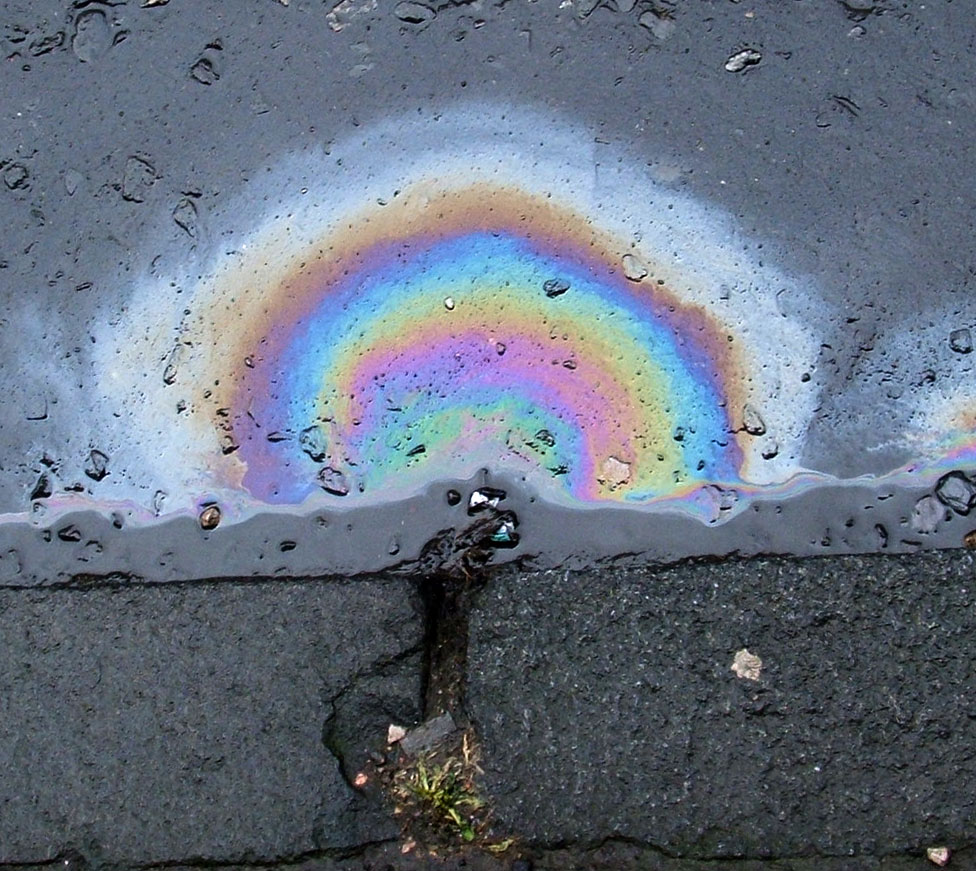
Kleuren in olielaagjes op water door interferentie van wit licht

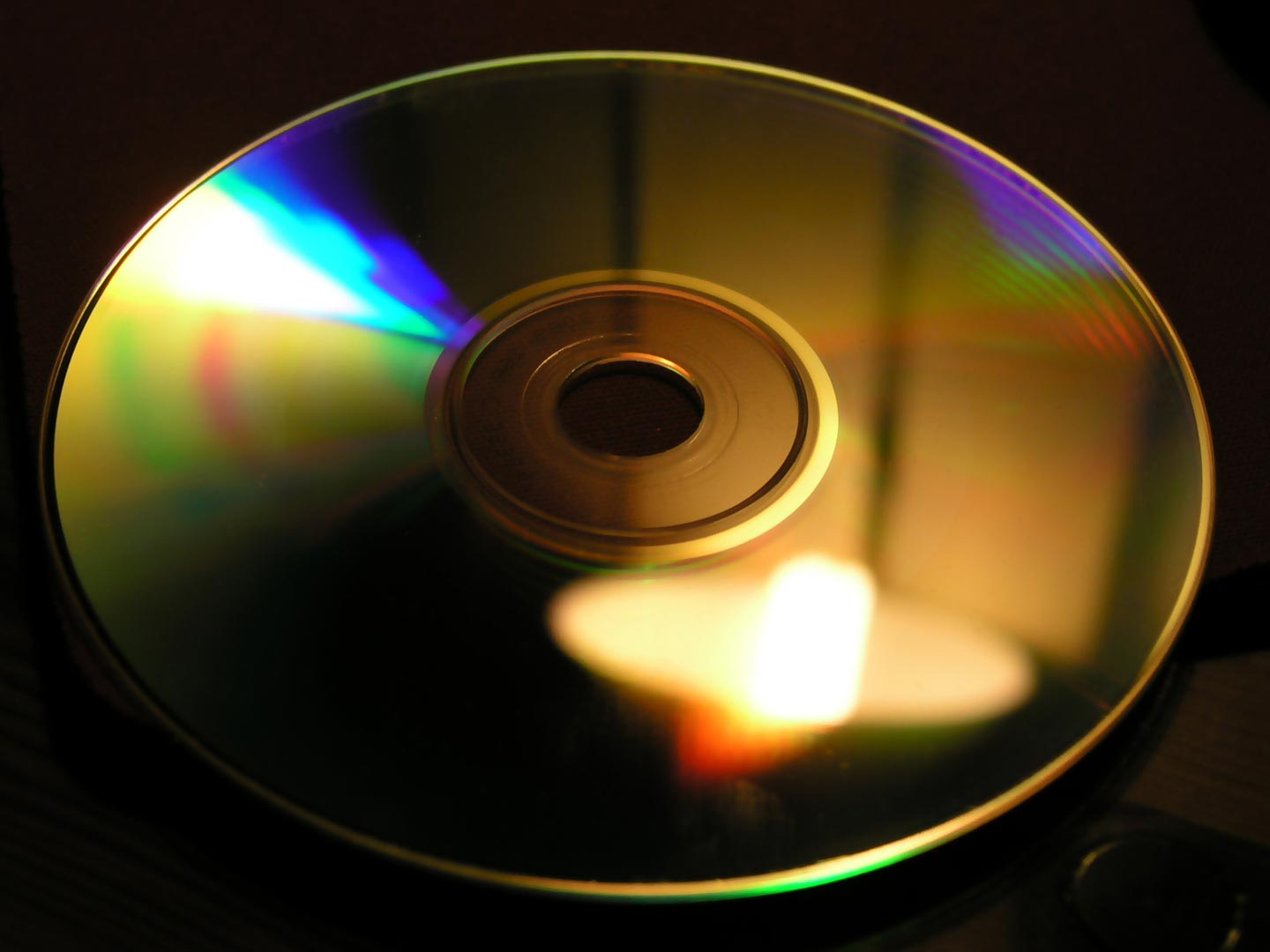
Kleuren op de groeven van een cd/dvd door interferentie van wit licht

- de felle kleuren bij belichting van de groeven van cd, dvd of oude grammofoonplaat
- overtallige bogen onder de hoofdboog van de regenboog
- kleuren van insecten en vogelveren, bijvoorbeeld die van de pauw
- hologrammen
- kleur- en licht-donkerpatronen in dauwdruppels, kleurbanden in spinnenwebdraden
- licht-donkerpatronen door smalle spleten en openingen, bijvoorbeeld 
  - als men door een smalle spleet (bijvoorbeeld tussen duim en wijsvinger) naar het licht kijkt
  - als men door een sleutelgat kijkt ziet men deze patronen langs de randen van het sleutelgat
  - als het buiten donker is en men kijkt door vitrage, dan ziet men twee elkaar kruisende rijen lichtpunten, met vanaf het kruispunt afnemende sterkte
- licht-donkerpatronen in waterdruppels op een bril, zoals de brildrager die kan zien
- Newtonringen:
  - gekleurde olie- of benzinevlekken op straat
  - als een gebogen glas op een spiegelend oppervlak ligt
  - kleuren in schuimblazen, zoals zeepbellen
  - als een boek met doorzichtige (niet-zelfklevende) plasticfolie is gekaft, en het materiaal onder de folie zelf ook enigszins glanst
  - een substraat dat bedekt is met een thin film dat een interferentie-effect geeft

Moirépatronen zijn strikt genomen geen interferentie, maar ze illustreren wel duidelijk hoe interferentie ontstaat.

### Geluid
- versterking of verzwakking van hetzelfde geluid uit twee (of meer) luidsprekers
- zweving tussen twee net-niet-gelijke tonen

### Watergolven
- versterking of verzwakking van watergolven uit twee bronnen, of uit één bron met weerkaatsing aan bijvoorbeeld een oever

### Elektromagnetische golven
- Wi-Fi basisstations die overlappende kanalen gebruiken.

## Zie ook

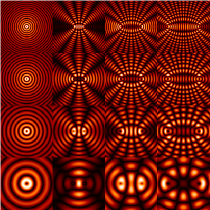
Interferentie van twee cirkelvormige golven – In de figuur neemt de golflengte van beneden naar boven af, terwijl de afstand tussen bronnen naar rechts toeneemt. De figuur toont de absolute waarden van de golven. Met de tijd bewegen de golffronten naar buiten van de middelpunten, maar de donkere gebieden (destructieve interferentie) blijven op hun plaats.